# Madelyn Cline
Madelyn Cline (Goose Creek, 1997. december 21. –) amerikai színésznő és modell.
Legismertebb szerepei közé tartozik Sarah Cameron a Netflix Outer Banks című tinisorozatában (2020–) és Whiskey a Tőrbe ejtve – Az üveghagyma (2022) című bűnügyi filmben.

## Élete
1997. december 21-én született Pam ingatlanügynök és Mark mérnök gyermekeként, és a dél-karolinai Charleston melletti Goose Creekben nőtt fel. Rövid ideig beiratkozott a Coastal Carolina Egyetem főiskolájára, de otthagyta, és Los Angelesbe költözött, hogy tovább folytathassa színészi pályafutását. Kiskorában szerepelt a Chuck E. Cheese's pizzasütő gyermekeknek szánt televíziós reklámjában.

## Pályafutása
A Lewis Models & Talent ügynökségnél kezdte pályafutását Charlestonban, majd 10 évesen részt vett az AMTC modell- és tehetségversenyen. Ezt követően szerepelt a Parent és a Parent & Child magazinok címlapján is. Néhány nyarat New Yorkban töltött, ahol tévéreklámokban és nyomtatott hirdetésekben szerepelt többek között a T-Mobil, a Flow Automotive, a Next ruházati márka és a Sunny D számára.
Később kisebb szerepeket kapott, például Chloe karakterét alakította az Eltörölt fiú (2018) című filmben, valamint Taylor Watts szerepét a Kib*zgatóhelyettesek (2016–2017) sorozatban. Ezen kívül kisebb visszatérő szerepei voltak a The Originals – A sötétség kora (2017) és a Stranger Things (2017) című sorozatokban is. 2020-ban főszerepet kapott Sarah Cameronként a Netflix tinédzser kalanddráma sorozatában, az Outer Banks-ben. A sorozat kedvező kritikákat kapott, az ő alakítását pedig sokan áttörésként értékelték. Ezt követően szerepelt Rian Johnson vígjátékában, a Tőrbe ejtve – Az üveghagymában, amelyet 2022-ben mutattak be a Netflixen, és szintén pozitív visszhangot kapott.
Modellként szerepelt az American Girl, Toys „R” Us, American Eagle, Stella McCartney, Versace, Elle és Cosmo reklámkampányaiban. 2023-ban a Tommy Hilfiger márkanagykövete lett, és a „Summer Essentials” életmódkampányban is szerepelt Mason Goodinggal.

## Magánélete
2020 júniusában Cline bejelentette, hogy kapcsolata áll az Outer Banks színésztársával, Chase Stokesszal. 2021 októberében a pár bejelentette, hogy szakítottak. Ezután 2021 végétől 2022 elejéig rövid ideig DJ Zack Biával járt. 2022 nyarától 2023 júliusáig Cline kapcsolatban volt Jackson Guthy énekessel. Pete Davidson színész-komikussal 2023 szeptemberétől 2024 júliusáig folytatott kapcsolatot.
Cline azt nyilatkozta, hogy tinédzserként egy nem részletezett étkezési zavarral és a testképpel küzdött.

## Filmográfia

### Film
| Év   | Magyar cím                      | Eredeti cím                       | Szerep          | Magyar hang       |
| ---- | ------------------------------- | --------------------------------- | --------------- | ----------------- |
| 2016 |                                 | Savannah Sunrise                  | Willow          |                   |
| 2018 | Eltörölt fiú                    | Boy Erased                        | Chloe           | Szabó Zselyke     |
| 2020 |                                 | What Breaks the Ice               | Emily           |                   |
| 2021 |                                 | This Is the Night                 | Sophia Larocca  |                   |
| 2022 | Tőrbe ejtve – Az üveghagyma     | Glass Onion: A Knives Out Mystery | Whiskey         | Györfi Anna       |
| 2025 | Tudom, mit tettél tavaly nyáron | I Know What You Did Last Summer   | Danica Richards | Urbán-Szabó Fanni |
| 2025 |                                 | The Map That Leads to You         | Heather Mulgrew |                   |
| TBA  |                                 | Day Drinker                       | Lorna           |                   |

Rövidfilmek
- Milites Christi (2009) – Matilda
- 23rd Psalm: Redemption (2011) – Maya Smith
- Children of Wax (2012) – Ashlyn
- Bridge the Cap (2014) – Tanya
- Wild Flowers (2017) – Luna

### Televízió
| Év        | Magyar cím                      | Eredeti cím     | Szerep          | Megjegyzés                                  |
| --------- | ------------------------------- | --------------- | --------------- | ------------------------------------------- |
| 2016      |                                 | The Jury        | Grace Alexander | tévéfilm                                    |
| 2016–2017 | Kib*zgatóhelyettesek            | Vice Principals | Taylor Watts    | 3 epizód                                    |
| 2017      | The Originals – A sötétség kora | The Originals   | Jessica         | 3 epizód                                    |
| 2017      | Stranger Things                 | Stranger Things | Tina            | 2 epizód                                    |
| 2020–     | Outer Banks                     | Outer Banks     | Sarah Cameron   | - főszereplő - magyar hangja: - Györfi Anna |

### Videóklip
| Év   | Cím       | Előadó               | Szerep |
| ---- | --------- | -------------------- | ------ |
| 2020 | Hot Stuff | Kygo és Donna Summer | Önmaga |